# Werner Streib
Werner Streib (Pforzheim, 13 de junho de 1911 — Munique, 15 de junho de 1986) foi um piloto alemão da Luftwaffe durante a Segunda Guerra Mundial. Voou 150 missões de combate, nas quais abateu 68 aeronaves inimigas (65 à noite), o que fez dele um ás da aviação. Além de ser o piloto que obteve a primeira vitória aérea nocturna da Segunda Guerra Mundial, foi um pioneiro e uma figura chave no desenvolvimento do combate aéreo nocturno na Alemanha.

## Sumário da carreira

### Condecorações
- Distintivo de Ferido em Preto[4]
- Troféu de Honra da Luftwaffe (13 de setembro de 1940)
- Distintivo de Voo do Fronte da Luftwaffe para Pilotos de Caça Noturno em Ouro[4]
- Distintivo de Piloto/Observador[4]
- Cruz de Ferro (1939)
  - 2ª classe (17 de maio de 1940)[5]
  - 1ª classe (20 de junho de 1940)[5]
- Cruz Germânica em Ouro (26 de fevreiro de 1942) como Hauptmann no I./NJG 1[6]
- Cruz de Cavaleiro da Cruz de Ferro (6 de outubro de 1940) como Oberleutnant e Staffelkapitän do 2./NJG 1[7][8]
  - 197ª Folhas de Carvalho (26 de fevreiro de 1943) como Major e Gruppenkommandeur do I./NJG 1[7][9]
  - 54ª Espadas (11 de março de 1944) como Major e Geschwaderkommodore da NJG 1[7][10]